# Adoxa corydalifolia
Adoxa corydalifolia antes perteneciente al género Adoxa era un género monotípico de plantas fanerógamas perteneciente a la familia Viburnaceae. Es originaria de China en Qinghai.

## Descripción
Es una planta herbácea perennifolia, cespitosa, glabra en todas las partes. Con 1-4 tallos erectos o ascendentes, verdes, de 10-25 cm de altura, y 5.3 mm de diámetro. Las hojas basales ternadas-pinnadas o biternadas-pinnadas, con pecíolo de hasta 10 cm, ovadas o folíolo terminal ovado-oblongas, de 3-10 cm. Corola de color marrón amarillento,de  2-3 mm de diámetro.

## Taxonomía
Adoxa corydalifolia fue descrita por C.Y.Wu Z.L.Wu & R.F.Huang y publicado en Acta Phytotaxonomica Sinica 19(2): 208, pl. 2. 1981.